# 杨再元
杨再元（英語：Tzay Yuan Young，1933年1月11日—），祖籍浙江桐乡洲泉镇，出生于上海。美国华裔计算机工程学家。

## 生平
杨再元的父亲杨兆熊毕业于美国伊利诺伊大学，回国后曾任教于复旦大学。抗日战争爆发后，时任江苏省农民银行副行长的杨兆熊随银行迁至重庆。杨再元也跟随父亲前往重庆念小学。后考入扶轮中学。抗日战争结束后，全家回到上海。杨再元考入上海市南洋模范中学高中，1949年毕业。此后赴台湾入读国立台湾大学电机系。1958年前往美国留学，1959年获佛蒙特大学硕士学位。1962年获约翰斯·霍普金斯大学博士学位。此后任教于卡内基理工学院（今卡内基梅隆大学）。1974年起赴迈阿密大学任教。1988年，当选电气电子工程师学会会士（IEEE Fellow）。1991年出任迈阿密大学电机及计算机工程系主任。